# Germania (Kościół Świętego Pawła we Frankfurcie nad Menem)

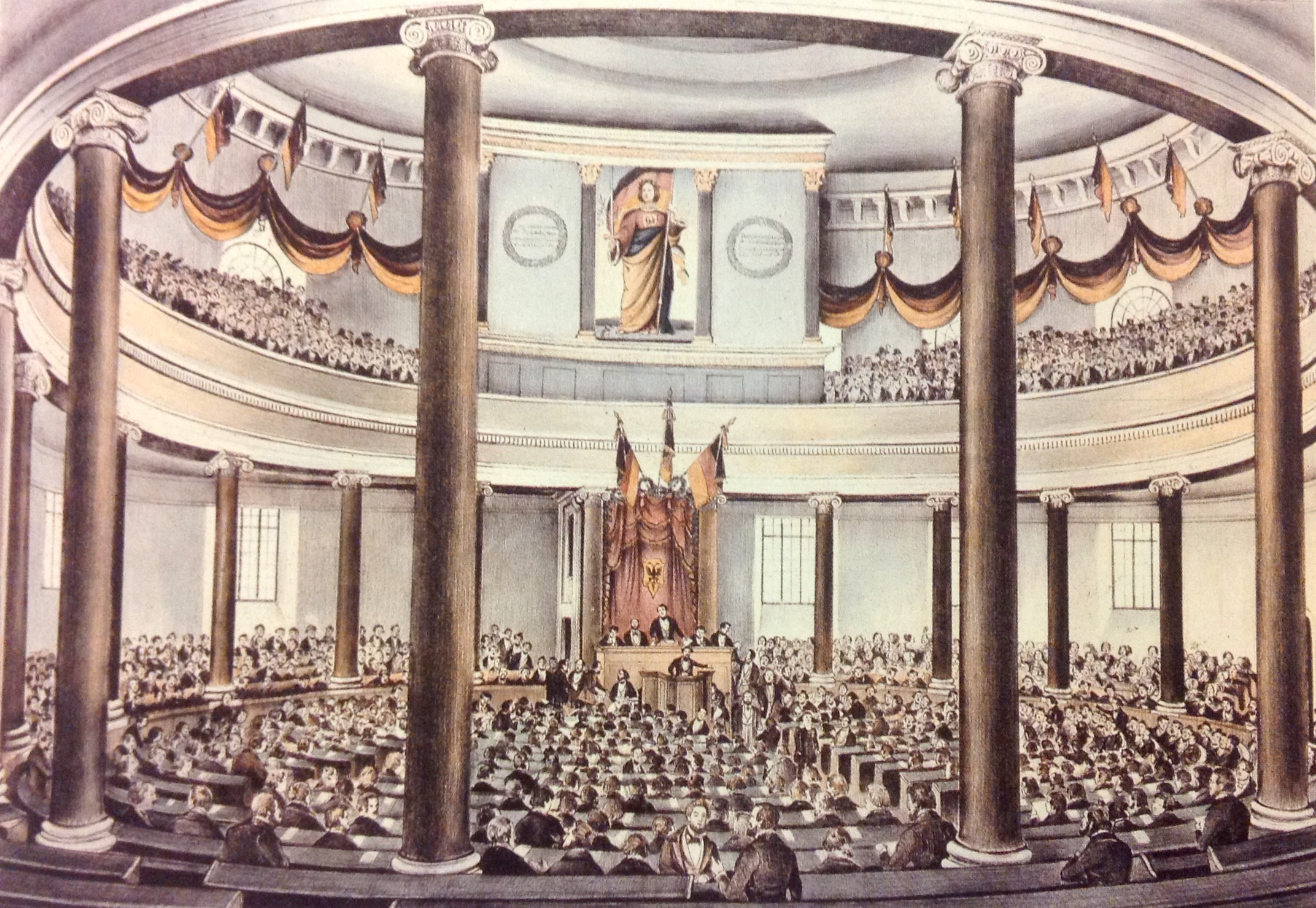
Kościół Świętego Pawła we Frankfurcie nad Menem podczas obrad parlamentu frankfurckiego – transparent z obrazem Germanii przesłania prospekt organowy

Germania – obraz przedstawiający Germanię, namalowany w marcu 1848 roku, nieudokumentowanego autorstwa, przypisywany frankfurckiemu malarzowi Philippowi Veitowi (1793–1877). Zdobił wnętrze kościoła św. Pawła we Frankfurcie nad Menem podczas obrad Zgromadzenia Narodowego we Frankfurcie (niem. Frankfurter Nationalversammlung) w latach 1848–1849, od około 1867 roku znajduje się w zbiorach Germanisches Nationalmuseum w Norymberdze.

## Historia
Obraz został namalowany w marcu 1848 roku, a jego autorstwo przypisywane jest frankfurckiemu malarzowi Philippowi Veitowi (1793–1877). Powstał na potrzeby przysposobienia frankfurckiego kościoła św. Pawła na siedzibę obrad pierwszego wybranego w wolnych wyborach parlamentu niemieckiego – Zgromadzenia Narodowego we Frankfurcie (niem. Frankfurter Nationalversammlung), które obradowało tam w latach 1848–1849. Pierwsze posiedzenie miało miejsce 18 maja 1848. Z tej okazji kościół został udekorowany czarno-czerwono-złotymi flagami i girlandami. Przed ołtarzem i amboną, które zostały ukryte za draperią w tych samych kolorach, ustawiono stół przewodniczącego i mównicę. Powyżej, w celu zasłonięcia prospektu organowego, zawieszono transparent z wielkim obrazem Germanii. Od około 1867 roku obraz znajduje się w zbiorach Germanisches Nationalmuseum w Norymberdze. 

## Opis
Obraz powstał w technice olejnej na płótnie o wymiarach 482 × 320 cm. 
Germania, symbolizująca formujący się naród niemiecki, ukazana jest jako młoda kobieta stojąca na murze lub piedestale na tle wschodzącego słońca, zwiastującego nową erę. Na pierwszym planie obrazu widnieją rozerwane żelazne łańcuchy, symbolizujące niedawno odzyskaną wolność. Germania trzyma w lewej dłoni czarno-czerwono-złotą flagę, która pojawiła się w marcu 1848 w rękach demonstrantów uczestniczących w rewolucji. Na głowie ma wieniec z liści dębu – symbol niemieckiej lojalności, stabilności i jedności narodowej, a w prawej ręce trzyma miecz Rzeszy, symbolizujący gotowość do obrony, owinięty gałązkę oliwną – symbolem zgody narodu niemieckiego. Jej pierś zdobi godło Świętego Cesarstwa Rzymskiego – dwugłowy czarny orzeł z czerwonymi językami na złotym tle, a całe ciało spowija czerwona długa szata z narzuconym na ramiona niebiesko-złotym płaszczem sięgającym ziemi.